# Hołubicze
Hołubicze (biał. Галубічы; ros. Голубичи) – agromiasteczko na Białorusi, w obwodzie witebskim, w rejonie głębockim, w sielsowiecie Hołubicze.
Znajduje się tu parafialna cerkiew prawosławna pw. Narodzenia Matki Bożej.

## Historia

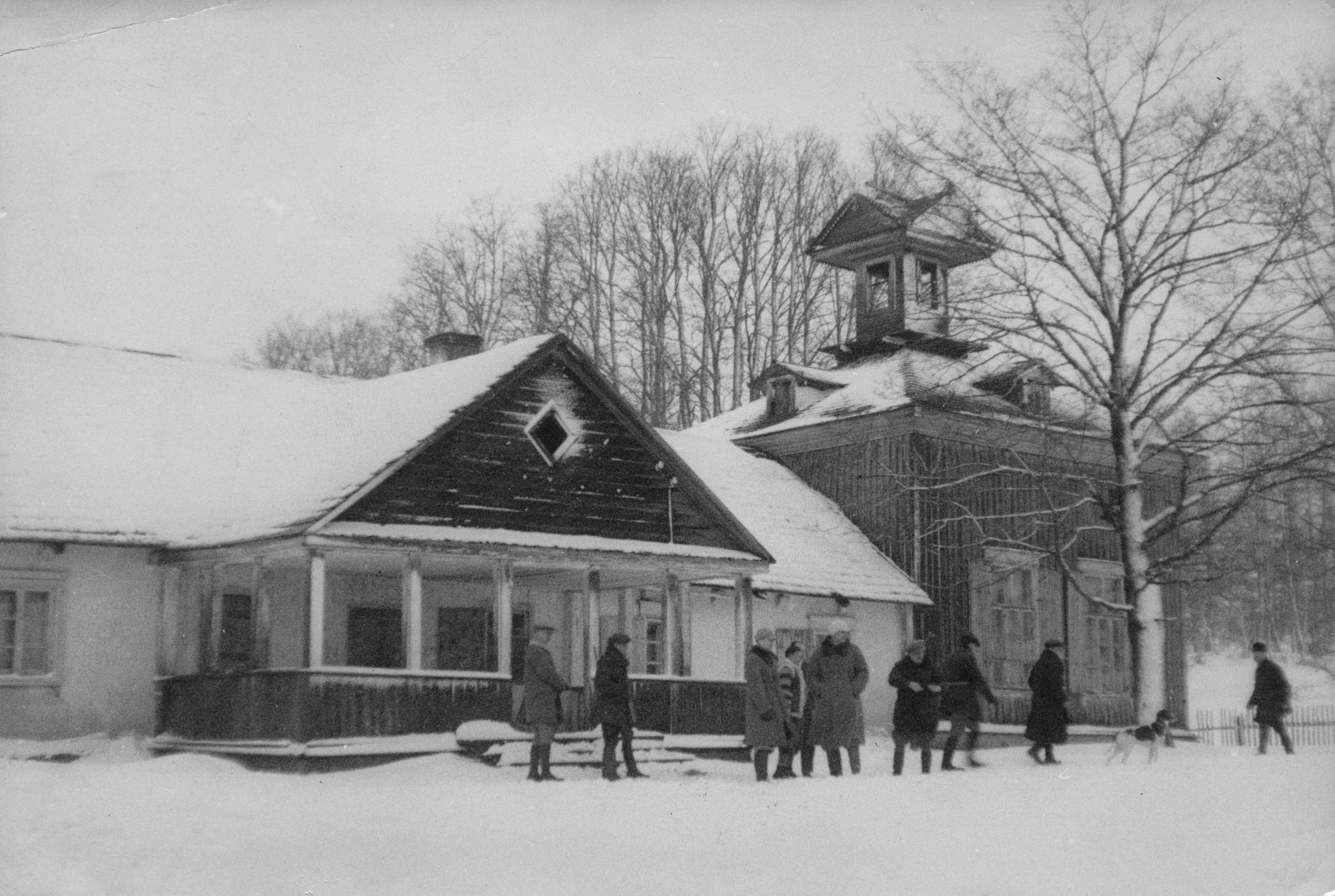
Dwór w Hołubiczach w okresie międzywojennym (polowanie)

Dawniej miasteczko i folwark. W dwudziestoleciu międzywojennym leżały w Polsce, w województwie wileńskim, w powiecie dziśnieńskim, początkowo w gminie Plisa. Od 11 kwietnia 1929 były siedzibą gminy Hołubicze.
Według Powszechnego Spisu Ludności z 1921 roku zamieszkiwało:
- miasteczko – 147 osób, 13 było wyznania rzymskokatolickiego, 21 prawosławnego, 113 mojżeszowego. Jednocześnie 7 mieszkańców zadeklarowało polską , 26 białoruską, 113 żydowską a 1 inną przynależność narodową. Było tu 27 budynków mieszkalnych[5]. W 1931 w 74 domach zamieszkiwało 387 osób[6].
- majątek – 33 osoby, 22 było wyznania rzymskokatolickiego,11 prawosławnego. Jednocześnie 22 mieszkańców zadeklarowało polską , 11 białoruską przynależność narodową. Było tu 5 budynków mieszkalnych[5]. W 1931 w 5 domach zamieszkiwały 33 osoby[6].

Miejscowość należała do parafii rzymskokatolickiej w m. Zaszcześle i miejscowej prawosławnej. Podlegała pod Sąd Grodzki w Głębokiem i Okręgowy w Wilnie; mieścił się tu urząd pocztowy, który obsługiwał znaczną część gminy.
W Hołubiczach urodził się poeta Aleś Dubrowicz.